# Gate-Theater

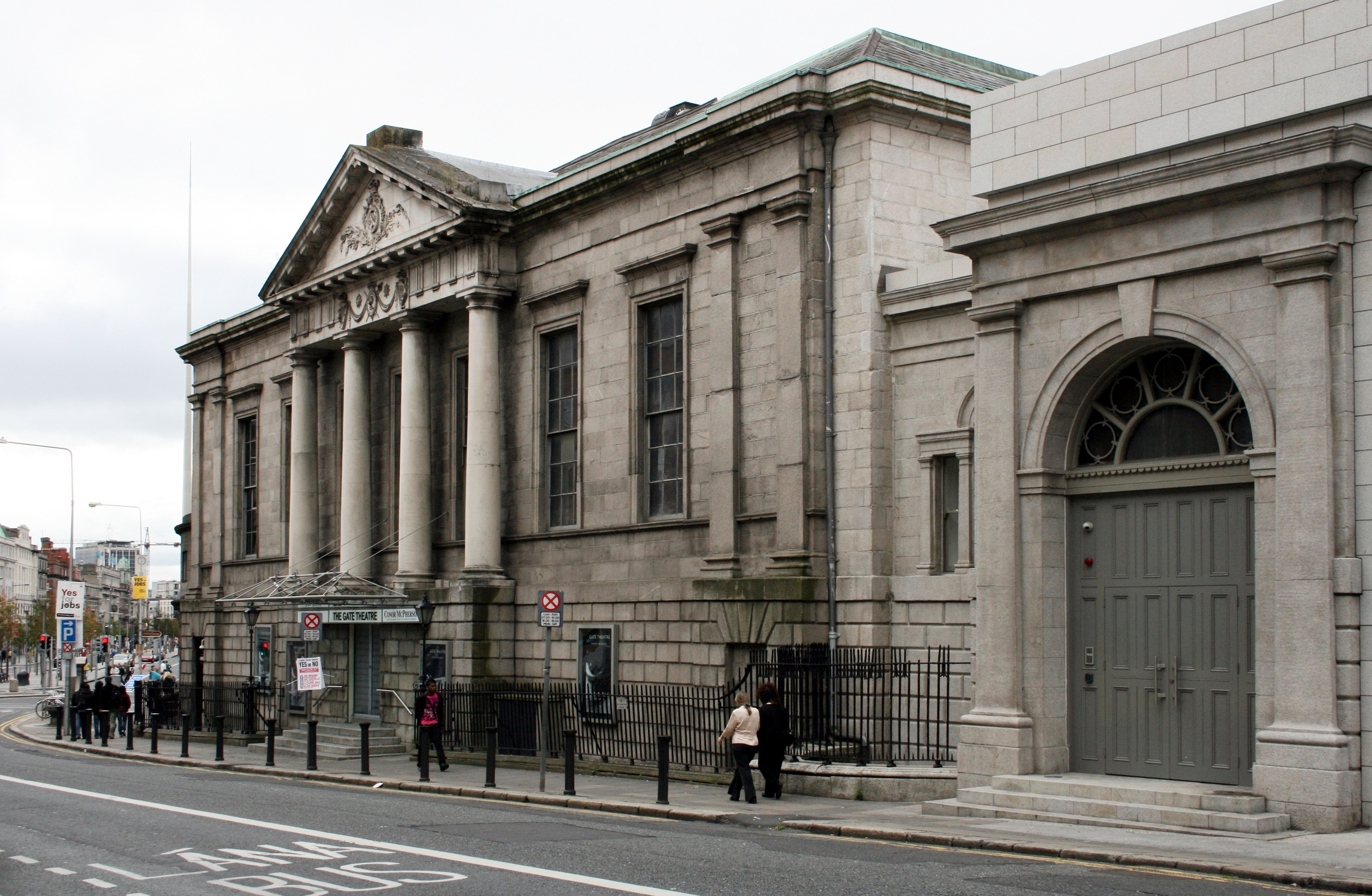
Gate Theatre in Dublin (2009)

Das Gate-Theater (offizielle Bezeichnung: Gate Theatre, irisch Amharclann an Gheata) ist ein Theater in Dublin. Es befindet sich am Parnell Square, zwischen dem nördlichen Ende der O’Connell Street und dem Garden of Remembrance.
Das Gate-Theater wurde 1928 von Hilton Edwards und Micheál Mac Liammóir gegründet, um Werke europäischer und US-amerikanischer Autoren zu zeigen. In den Anfangsjahren wurden die Abbey Theatres Peacock-Räume genutzt, später zog das Theater in Dublin an die Cavendish Row (Hausnummer 1). Die Gestaltung des Theatergebäudes wurde von dem Architekten Michael Scott ausgeführt. Die Schauspieler Orson Welles, James Mason und Michael Gambon begannen am Gate-Theater ihre beruflichen Karrieren.
Seit 1983 wird das Theater von dem Theaterdirektor Michael Colgan geleitet. 2007 wurde das Musical Sweeney Todd des Komponisten Stephen Sondheim im Gate-Theater aufgeführt. 